# Elaphria varia
Elaphria varia là một loài bướm đêm trong họ Noctuidae.